# Ширяево (Кичменгско-Городецкий район)
Ширяево — деревня в Кичменгско-Городецком районе Вологодской области.
Входит в состав Енангского сельского поселения, с точки зрения административно-территориального деления — в Нижнеенангский сельсовет.
Расстояние по автодороге до районного центра Кичменгского Городка составляет 46 км, до центра муниципального образования Нижнего Енангска — 6 км. Ближайшие населённые пункты — Рыбино, Большое Сирино, Шеломец, Оленево.
Население по данным переписи 2002 года — 69 человек (33 мужчины, 36 женщин). Всё население — русские.